# Bill Oakley
Bill Oakley (Maryland, 27 febbraio 1966) è uno sceneggiatore statunitense.Insieme al partner lavorativo Josh Weinstein, Oakley è stato il produttore della settima e ottava serie de I Simpson, della quale ha scritto diversi episodi a partire dalla quarta stagione, per poi abbandonare la serie e dedicarsi alla creazioni di Mission Hill, o lavorare come consulente creativo alla serie Futurama.

## Biografia
Nato e cresciuto nel Maryland, ha frequentato l'Università Harvard, dove è stato vicepresidente ed editore dell'Harvard Lampoon. I suoi compagni di classe includevano David X. Cohen, Richard Appel, Greg Daniels, Dan Greaney, Dan McGrath, e la futura moglie Rachel Pulido, tutti scrittori che avrebbero poi collaborato a I Simpson.
Insieme al suo partner di lavoro Josh Weinstein, Oakley ha svolto il ruolo di produttore esecutivo e showrunner durante la settima e ottava stagione de I Simpson, sulla quale i due lavoravano sin dalla quarta stagione. Per il loro lavoro sulla serie, la coppia ha vinto tre Emmy e un Peabody Award. Dopo aver abbandonato la serie, i due hanno creato le serie Mission Hill e The Mullets, e sono diventati consulenti creativi per Futurama.

## Vita privata
Oakley e la moglie Rachel Pulido hanno due figlie, Mary ed Elizabeth, e un figlio James, che hanno partecipato ad alcuni commenti audio presenti nei DVD de I Simpson. Oakley pratica assiduamente surf e snowboard.

## Filmografia

### I Simpson
Oakley ha scritto i seguenti episodi della serie, insieme a Josh Weinstein:
- Marge trova lavoro
- Marge in catene
- La paura fa novanta IV
- $pringifeld
- Lisa vs. Malibu Stacy
- Il direttore in grigioverde
- L'amante di Lady Bouvier
- L'ultimo sfavillo di Telespalla Bob
- Il nonno contro l'incapacità sessuale
- Bart vs. Australia
- Chi ha sparato al signor Burns?
- 22 cortometraggi su Springfield